# Partito Repubblicano della Libertà
Il Partito Repubblicano della Libertà (in francese: Parti républicain de la liberté, PRL) è stato un partito politico francese attivo nel dopoguerra, riunente la vecchia destra liberale della Terza Repubblica.

## Storia
Il partito fu fondato nel 1945 con il nome di Raggruppamento Sociale e Antifascista da Joseph Laniel e altri esponenti politici minori della politica antecedente alla Seconda guerra mondiale, con il primo scopo di ricostruire in Francia una destra moderata, totalmente screditata dal collaborazionismo dei suoi leaders durante il regime di Vichy. Di fronte al "tripartismo", ovvero il triumvirato politico tra PCF, MRP e SFIO, il PRL si prefiggeva l'obiettivo d'essere il "quarto grande partito" della nuova repubblica.
Sul piano ideologico, il partito rifiutava l'etichetta "di destra" per evitare associazioni con i nostalgici di Vichy, mentre si definì sempre un partito moderato e centrista, vicino agli interessi degli imprenditori e sensibile verso i ceti operai, accettando un cauto interventismo opponendosi però alle nazionalizzazioni promosse dalle sinistre.
Nonostante i discreti successi alle elezioni, il partito fallì nel proporre un'alternativa di governo, mentre SFIO e MRP erano riusciti, insieme a forze politiche minori, a comporre di volta in volta esecutivi centristi e non-comunisti. Il presidente del partito Michel Clemenceau, figlio del ben più celebre statista Georges, fu superato addirittura in preferenze dal candidato radical-socialista Jules Grasser nelle presidenziali del 1947, arrivando ultimo su 4 contendenti. La mancata imposizione del partito come forza consistente portò alcuni suoi membri, tra cui il co-fondatore André Mutter, a lasciare il partito per unirsi alla nascente formazione gollista del Raggruppamento del Popolo Francese (RPF).
Constatando la necessità di unire le forze con altre formazioni con lo scopo di rendersi una forma di governo, nel 1951 il PRL decise di confluire assieme al Partito Contadino d'Unione Sociale nel Centro Nazionale degli Indipendenti (CNI), ribattezzandosi CNIP dopo la fusione.

## Risultati elettorali
| Elezione         | Voti      | %    | Seggi    |
| ---------------- | --------- | ---- | -------- |
| Costituente 1945 | 3 001 063 | 15,6 | 53 / 586 |
| Costituente 1946 | 2 538 167 | 12,8 | 78 / 586 |
| Legislative 1946 | 2 487 313 | 12,9 | 66 / 620 |